# Immortal (chanson de Kid Cudi)
Pour les articles homonymes, voir Immortal (homonymie).
Singles de Kid Cudi
"Just What I Am"
(2012)
Immortal est une chanson de Kid Cudi sortie en 2013. C'est le 2e single extrait de l'album Indicud. Il est sorti sur iTunes le 14 mars 2013.

## Historique
Le 29 octobre 2012, Kid Cudi annonce qu'il sortira le second single officiel de l'album pour fin novembre. Le 7 novembre 2012, il révèle que le titre sera "Immortal" et qu'il le produira lui-même, comme ses précédents singles "Just What I Am" et "King Wizard". Il raconte que la chanson « will make you feel amazing in the heart and soul ». Cependant, le 30 novembre 2012, il révèle que "Immortal" ne sortira finalement pas avant 2013.

## Sample
"Immortal" contient un sample de "Congratulations" du groupe MGMT, avec lequel Kid Cudi avait collaboré en 2010 pour "Pursuit of Happiness".

## Classements
| Classement / pays (2013)           | Meilleure position |
| ---------------------------------- | ------------------ |
| États-Unis (Hot R&B/Hip-Hop Songs) | 48                 |